# Carbonação

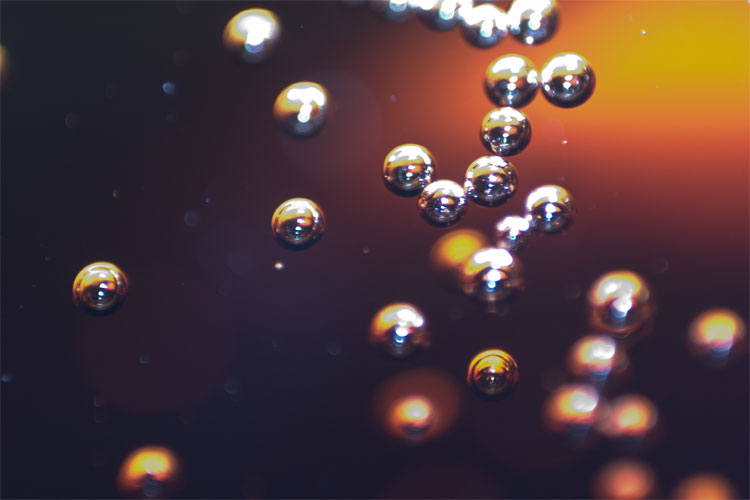
Bolhas de dióxido de carbono flutuam na superfície de um refrigerante.

A carbonação ocorre quando o dióxido de carbono é dissolvido na água ou em solução aquosa. Desse processo, resulta a água carbonatada, com seu característico estalido causado pela efervescência gasosa. Esse processo sonoro, conhecido como fizz em inglês, é observado na água mineral gaseificada, no "colarinho" da cerveja e no espumante, por exemplo. O processo da carbonação também está por trás do efeito coca-mentos.
Os refrigerantes também são exemplo de bebida carbonatada. São considerados conservantes naturais pelo fato de armazenarem gás carbônico ao invés de oxigênio na água carbonatada, o que elimina o risco de surgirem bactérias aeróbicas.